# Église Saint-Pierre-ès-Liens de Clairac
L'église Saint-Pierre-ès-Liens est une église catholique située à Clairac, en France.

## Localisation
L'église est située dans le département français de Lot-et-Garonne, à Clairac.

## Historique

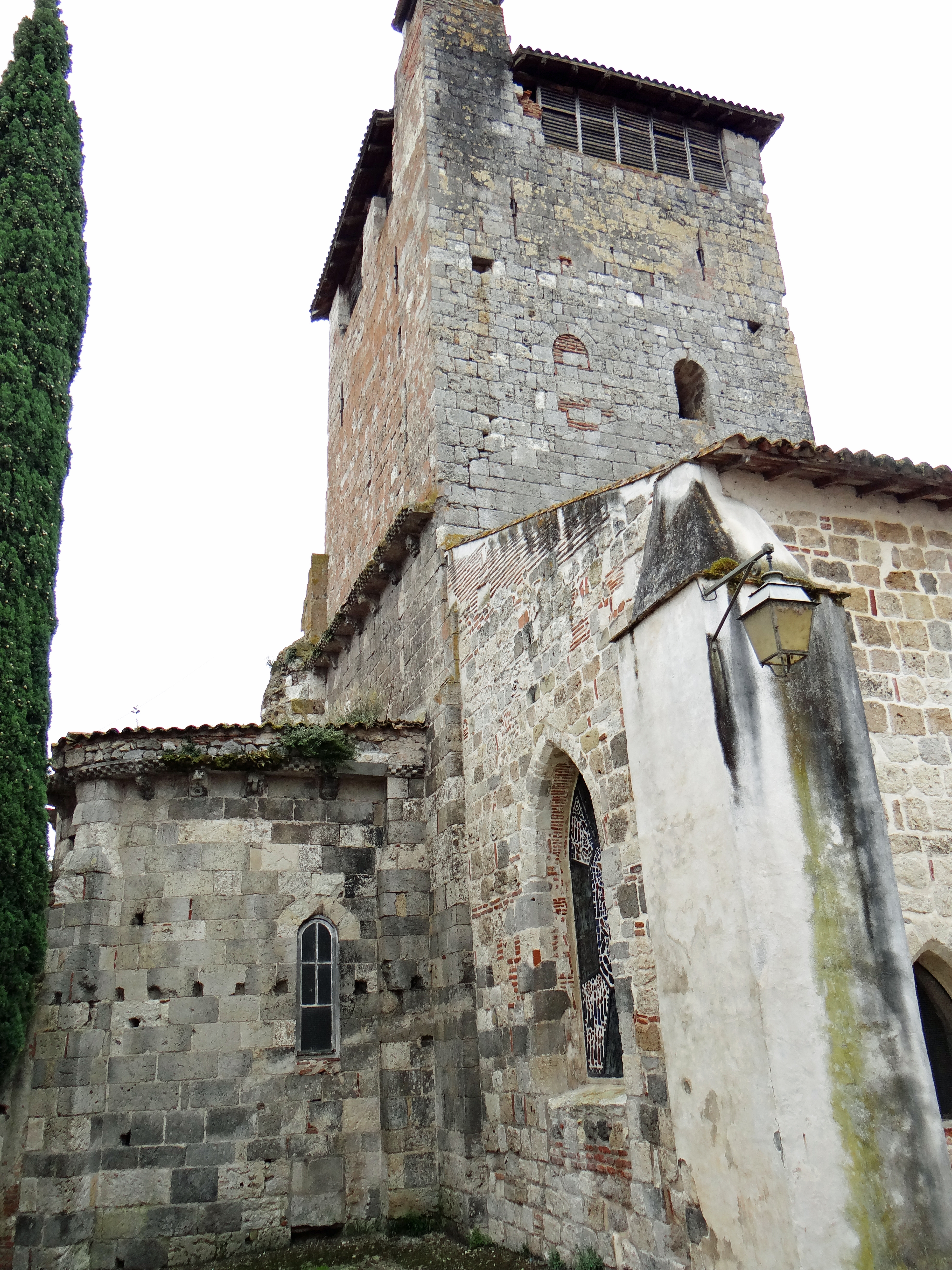
Parties romanes de l'église

L'église paroissiale Saint-Pierre-ès-Liens est l'ancienne église abbatiale de l'abbaye bénédictine de Clairac dont l'origine remonte au VIIIe siècle. Sa construction a dû commencer à la fin du XIe siècle ou début du XIIe siècle. 
Les seules parties anciennes sont les murs de clôture des nefs et le croisillon nord. Ces vestiges suffisent pour révéler l'ensemble du plan. L'église de Clairac était du même type que l'église de Moirax, dont elle avait, à peu de chose près, les proportions. Les trois nefs mesuraient ensemble 18 mètres de largeur, les bas-côtés, 3,50 m, à compter du dosseret au pilier.
Pendant la guerre de Cent Ans, la ville a été assiégée et l'abbaye partiellement détruite à la fois par les troupes françaises et anglaises. La paix ne revient dans le pays qu'après la bataille de Castillon, en 1453. Il ne reste plus alors que 9 religieux.
En 1483, Louis XI fait donation de revenus en Languedoc et en Guyenne, dont ceux de l'abbaye de Clairac, à la basilique Saint-Jean-de-Latran pour permettre sa restauration. Ces paiements ont cessé en 1507.
La Réforme va se développer dans le pays avec les prédications de Gérard le Roux ou Roussel, un picard qui avait étudié à Paris où il avait fait la connaissance de la doctrine de Luther. Il s'est réfugié auprès de la reine de Navarre Marguerite de Navarre. Cette dernière le nomme abbé de Clairac en 1530 puis évêque d'Oloron où il va propager par ses prédications les idées de la Réforme. Il meurt à la suite d'une agression au cours d'un prêche dans l'église de Mauléon. Son successeur à l'abbaye de Clairac est Geoffroy de Caumont, de la maison de La Force, qui a pris ouvertement le parti de la Réforme. Les moines ont alors apostasié en masse en 1565, puis se sont pour la plupart mariés. Les habitants de Clairac sont alors devenus protestants. L'abbaye a été pillée, puis démolie ainsi que les églises de la juridiction.
Henri d'Angoulême, grand prieur de France, a été pourvu de l'abbaye. Il a été autorisé par le parlement de Bordeaux à en prendre possession à vue du clocher. Il a ensuite envoyé des économes qui ont vendu les biens de l'abbaye à vil prix. Après sa mort, son successeur est Antoine de Teillac, qui se démit en 1604 pour favoriser l'union avec Saint-Jean-de-Latran sous la réserve d'une pension de 2 000 livres.

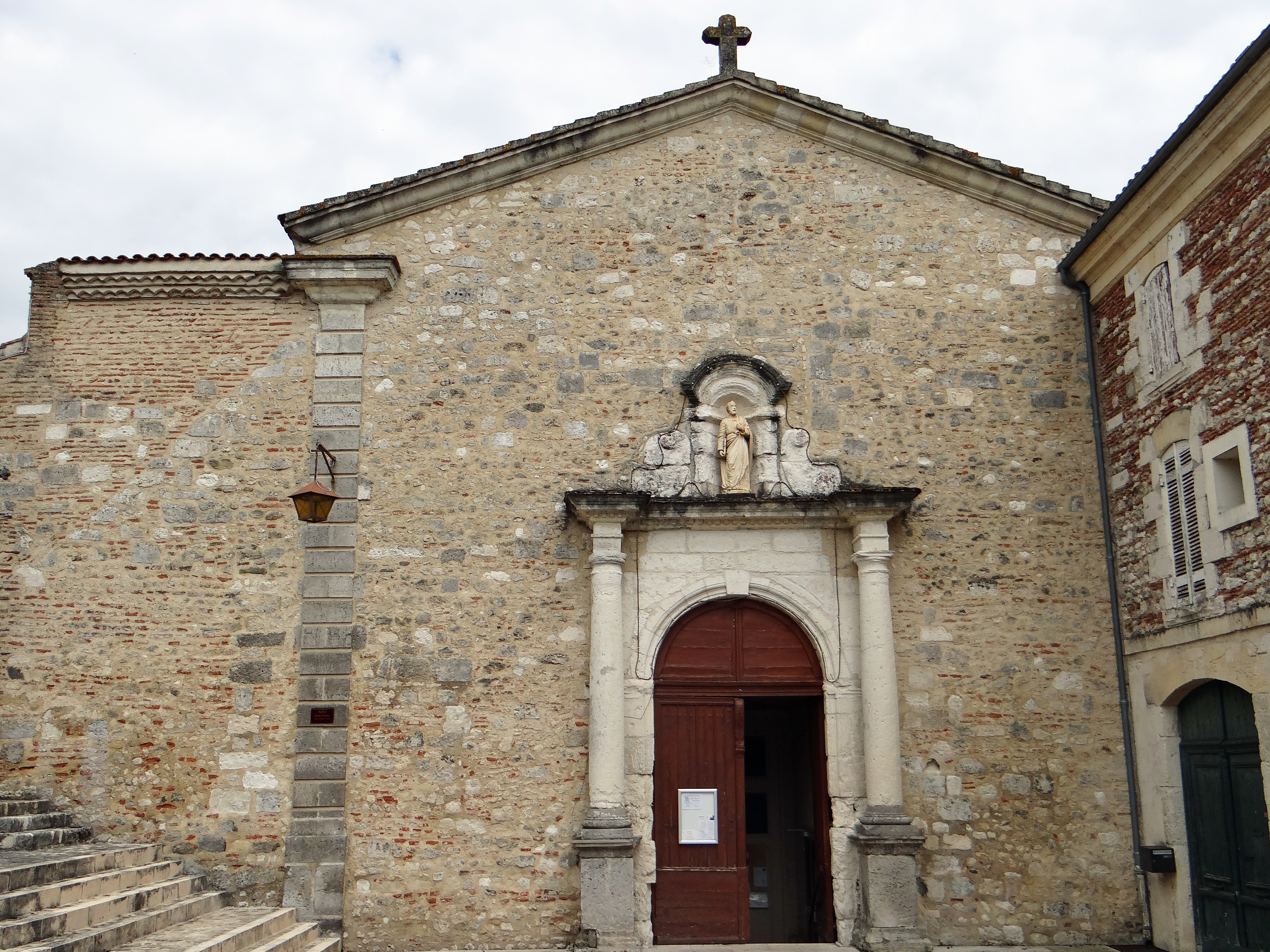
La façade de l'église

Le chapitre de la basilique Saint-Jean-de-Latran se disant créancier des rois de France avait envoyé le chanoine Hélicone vers Henri IV, pour faire valoir ses titres de créance. Celui-ci a trouvé les titres infondés mais a donné l’abbaye de Clairac au chapitre par un brevet du 22 septembre 1604 et a chargé le cardinal de Joyeuse et Monsieur de Béthune, son ambassadeur à Rome, de négocier l'union. Les négociateurs passèrent un concordat avec le chapitre le 6 juin 1605.
L'abbaye a été rattachée au chapitre de Saint-Jean-de-Latran en 1604. Le pape Paul V a confirmé l'union par une bulle du 5 des ides d'octobre 1605. Henri IV l'a ratifié le 4 février 1606, et, le 24 mai suivant, il a donné des lettres-patentes qui ont été enregistrées au parlement de Bordeaux le 9 juin 1606. Les revenus de l'abbaye sont divisés en deux parts égales, au chapitre de Latran à Rome, et au chapitre de l'évêché d'Agen
Le chapitre du Latran a alors envoyé comme administrateur un de ses membres, le chanoine Paolo Garganti qui a alors entrepris de reconstruire les bâtiments de l'abbaye et de l'église abbatiale. Il a d'abord résidé à Agen, puis à Clairac en 1610. Il en est chassé pendant la révolte protestante mais y revient en 1621 à la suite de la victoire des troupes de Louis XIII. Il a représenté le chapitre du Latran à Clairac jusqu'à sa mort en 1648. Il a fait reconstrucire la façade, le mur sud de la nef, le chevet et le pilier sud du chœur, dans lequel a été aménagé un escalier à vis.
Son successeur est le chanoine Rasponi qui resta peu car il a été fait cardinal.
À la Révolution l'abbaye est saisie comme bien national en 1792. Elle est vendue en 1799.

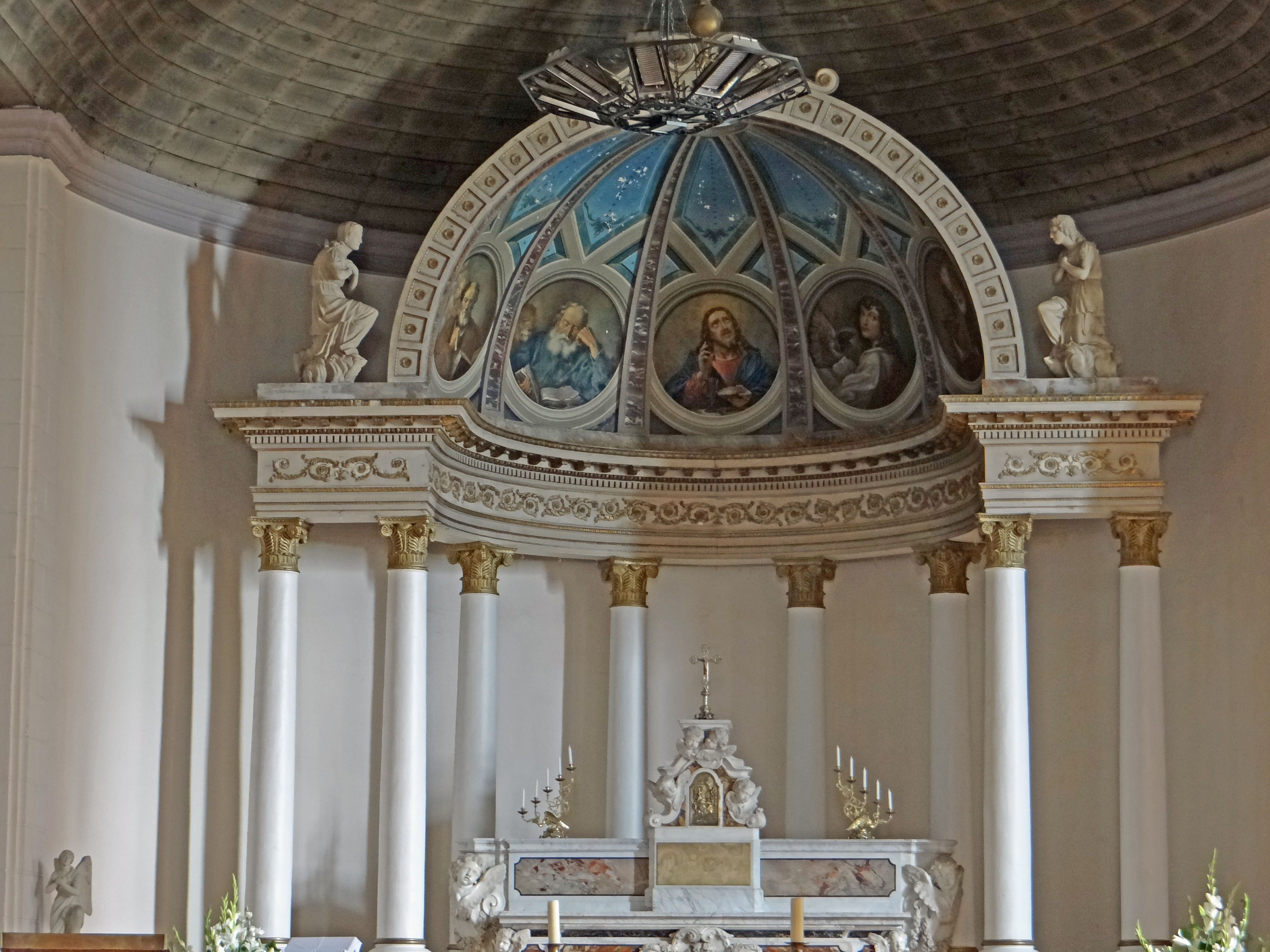
L'ancien maître-autel de l'abbaye d'Eysses

L'église sort très dégradée de la Révolution. Une restauration de la façade est estimée en 1824 par l'architecte bordelais Corcelles avec le maçon François Réservat. Des travaux d'embellissements intérieurs sont entrepris avec une nouvelle restauration sur les devis des architectes Chancel et Edouard Dachan, d'Aiguillon, en 1840-1841. La charpente des nefs est refaite à neuf avec de fausses-voûtes réalisées par le charpentier Jean Mounié fils, de Tonneins. Il faut de nouveau restaurer la façade en 1863.
L'orgue de tribune a été réalisé en 1846 par Jules Magen.
Le décor en trompe-l’œil du cul-de-four a probablement été réalisé en 1936-1937 par Giovanni Carlo Masutti,, peintre d'origine italienne, ayant œuvré dans d'autres églises du département.
Le maître-autel provenant de l’abbaye bénédictine d’Eysses a été mis en place en 1988.
L'édifice est inscrit au titre des monuments historiques le 1er juillet 1996,.

## Mobilier
Le mobilier de l'église a dû être reconstitué par Paolo Garganti après 1606.
Il a de nouveau disparu au cours de la Révolution, sauf, peut-être un buste-reliquaire représentant saint Pierre. Il a été reconstitué au XIXe siècle.

## Orgue
L'orgue placé dans la tribune au-dessus de l'entrée ouest a été construit par Jules Magen en 1846,.
Il a été restauré en 1985 par Alain Thomas. Il a subi un gros relevage en 2003 par Daniel Birouste.